# 冯·卡门环形山
冯·卡门环形山（Von Kármán）是月球背面南半部一座巨大的古撞击坑，约形成于45.5-39.2亿年前的前酒海纪，其名称取自匈牙利裔美籍工程师暨物理学家西奥多·冯·卡门（1881年-1963年），1970年被国际天文学联合会批准接受。2019年1月3日，中国嫦娥四号探测器在冯·卡门环形山完成世界首次月球背面软着陆。值得注意的是，西奥多·冯·卡门是中国太空计划创始人钱学森的博士导师，使得嫦娥四号的登陆也具有纪念的象征性意义。

## 描述

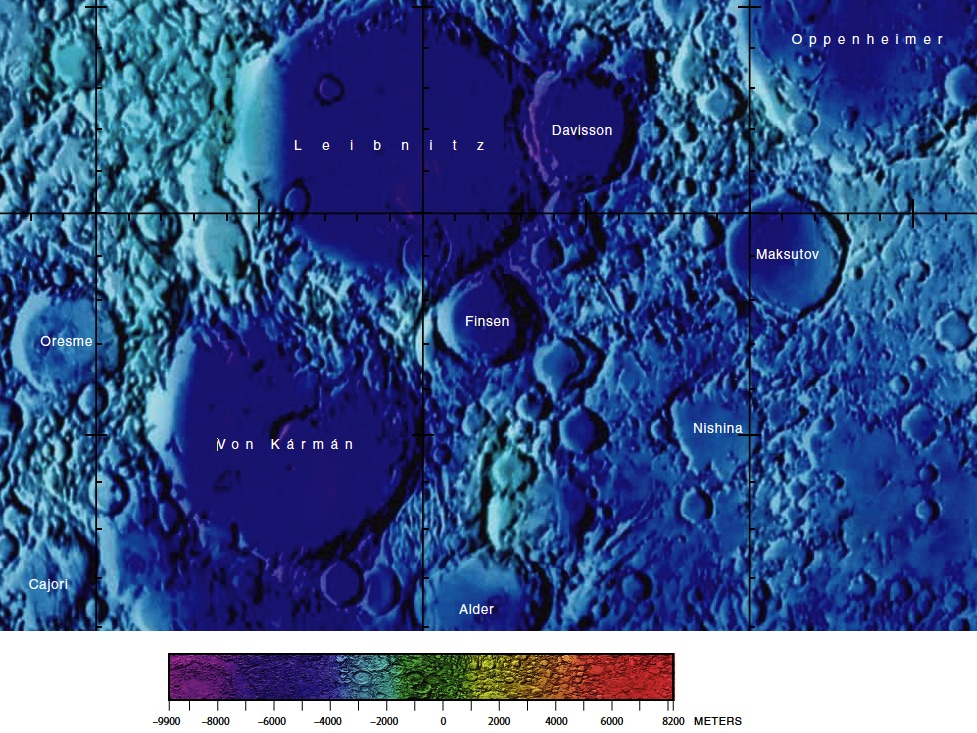
冯·卡门环形山的周边，月球背面区域详图。

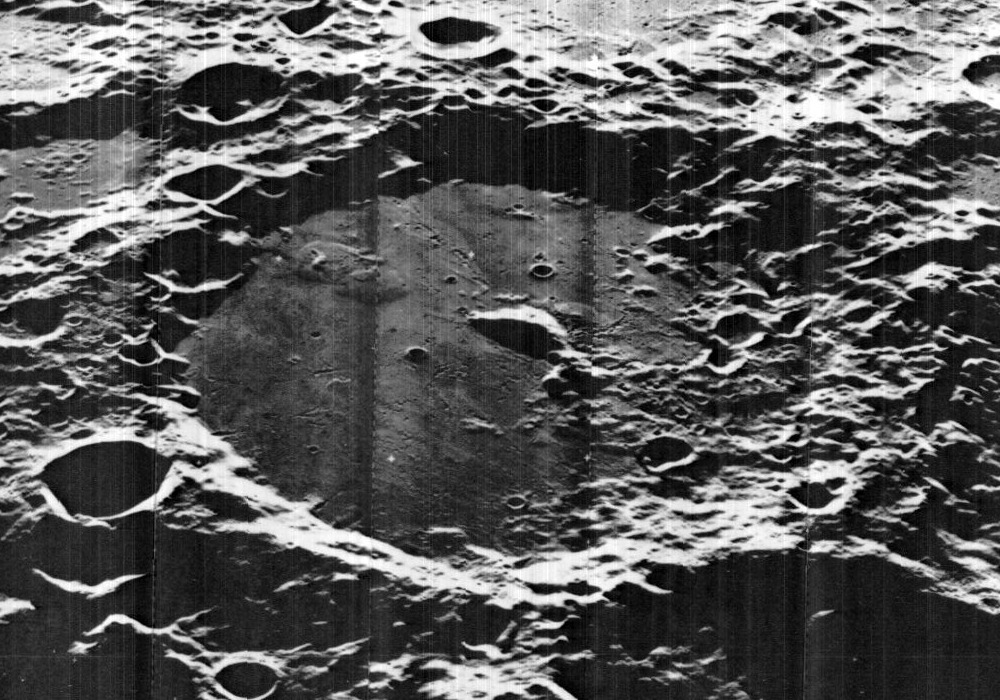
月球轨道器5号拍摄的西向斜视图

该陨坑北部重叠着巨大的莱布尼兹环形山的南侧坑壁，西北和东北分别毗邻较小的奥雷姆环形山和芬森环形山，阿尔德环形山及卡约里环形山位于它的东南和西南，而南面不远处则横亘了波义耳环形山和赫斯环形山。该陨坑中心月面坐标为44°27′S 176°15′E / 44.45°S 176.25°E，直径186.35公里，深度约3.04公里。
冯·卡门环形山外观轮廓接近圆形，坑壁已明显损毁，北部三分之一覆盖了莱布尼兹环形山的嶙峋崎岖的外侧壁及溅射物，环坑沿覆盖了众多大小不一的陨石坑，它的南侧壁则与外观呈倒“8”字型的卫星坑“冯·卡门 L”相接壤。冯·卡门环形山坑壁平均高出周边地形1900米，坑内地表已被熔岩淹没，除北部外，其它地区表面较为平坦，且反照率较周边地区更暗，类似莱布尼兹环形山坑内，在中心点附近坐落了一座与北部粗糙地表相连的中央峰泰山。
该环形山在1970被国际天文学联合会正式命名前，曾被称为“第434号陨石坑”。

## 卫星陨石坑
按惯例，最靠近冯·卡门环形山的卫星坑在月图上以字母标注在该坑中心点的旁边。
| 冯·卡门 | 纬度    | 经度     | 直径     |
| ------- | ------- | -------- | -------- |
| L       | 47.7° S | 177.9° E | 29 公里  |
| M       | 47.2° S | 176.2° E | 225 公里 |
| R       | 45.8° S | 170.8° E | 28 公里  |

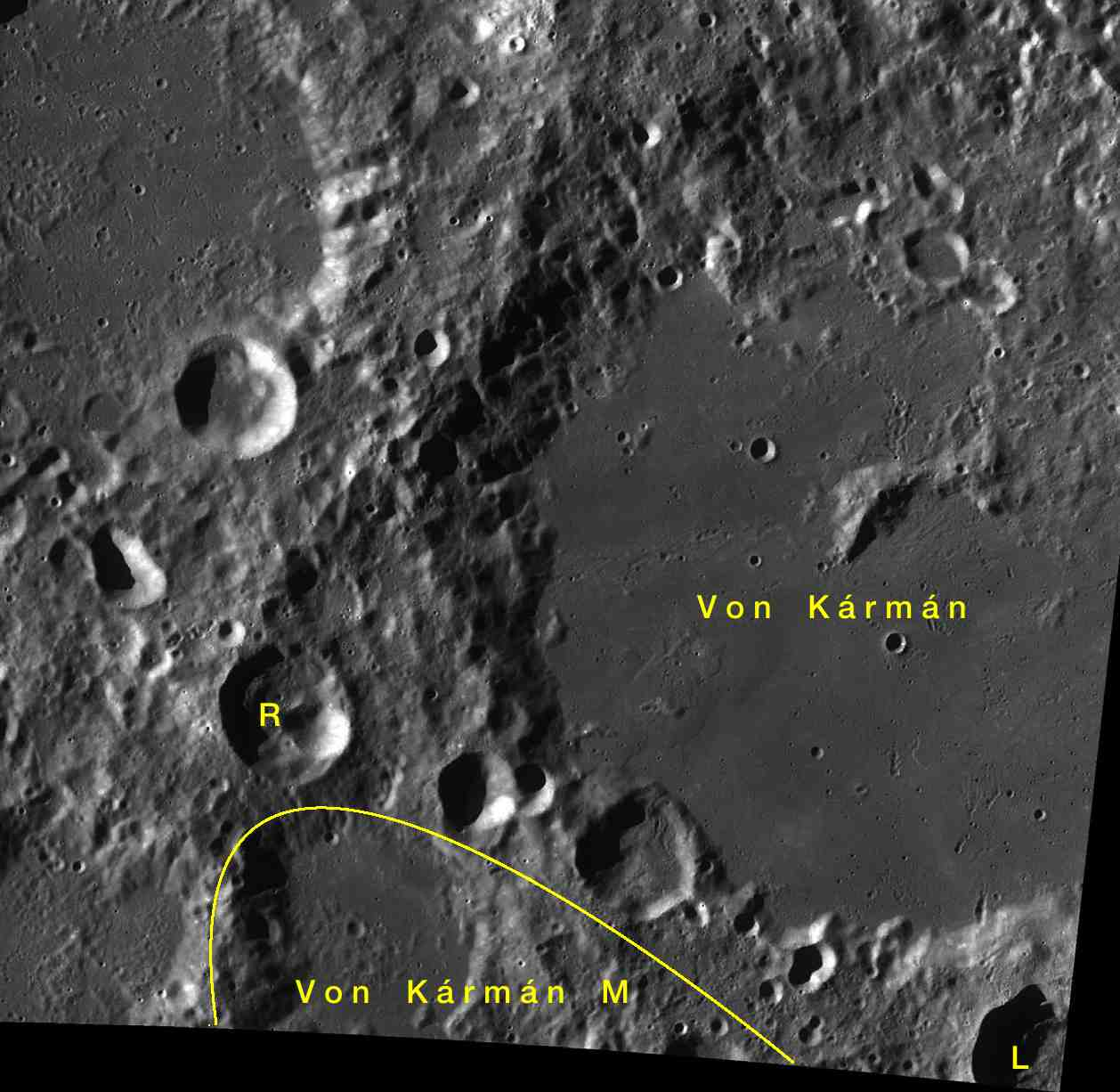
LAC-119 区域图

- 卫星坑“勒冯·卡门 M”约形成于前酒海纪[1]。

## 另请参阅
- Andersson, L. E.; Whitaker, E. A. . NASA RP-1097. 1982.
- Blue, Jennifer. . USGS. July 25, 2007  [2007-08-05]. （原始内容存档于2015-05-26）.
- Bussey, B.; Spudis, P. . New York: Cambridge University Press. 2004. ISBN 978-0-521-81528-4.
- Cocks, Elijah E.; Cocks, Josiah C. . Tudor Publishers. 1995. ISBN 978-0-936389-27-1.
- McDowell, Jonathan. . Jonathan's Space Report. July 15, 2007  [2007-10-24]. （原始内容存档于2015-01-12）.
- Menzel, D. H.; Minnaert, M.; Levin, B.; Dollfus, A.; Bell, B. . Space Science Reviews. 1971, 12 (2): 136–186. Bibcode:1971SSRv...12..136M. doi:10.1007/BF00171763.
- Moore, Patrick. . Sterling Publishing Co. 2001. ISBN 978-0-304-35469-6.
- Price, Fred W. . Cambridge University Press. 1988. ISBN 978-0-521-33500-3.
- Rükl, Antonín. . Kalmbach Books. 1990. ISBN 978-0-913135-17-4.
- Webb, Rev. T. W.  6th revised. Dover. 1962. ISBN 978-0-486-20917-3.
- Whitaker, Ewen A. . Cambridge University Press. 1999. ISBN 978-0-521-62248-6.
- Wlasuk, Peter T. . Springer. 2000. ISBN 978-1-85233-193-1.